# Al Batinah
Al Batinah is een voormalige regio van Oman. In oktober 2011 werd dit deelgebied gesplitst in Al Batinah North en Al Batinah South.
Al Batinah telde in 2003 bij de volkstelling 653.505 inwoners
op een oppervlakte van 4800 km²; in 2010 waren er 772.590 inwoners.
De regio omvatte de volgende districten (wilayat) en hun aantal inwoners in 2010:
- Al Awabi	13.326
- Al Khaburah	52.294
- Al Musanaah	68.571
- Ar Rustaq	79.720
- As Suwayq	111.711
- Barka	96.407
- Liwa	34.001
- Nakhal	18.118
- Saham	93.438
- Shinas	52.132
- Sohar	140.006
- Wadi Al Maawil	12.866.

In Al Batinah ligt een vruchtbare kustvlakte. De 25 kilometer brede vlakte ligt tussen de kust en het Hadjargebergte. Het behoort tot de meest dichtbevolkte gebieden binnen Oman en is een belangrijk landbouwgebied. Er worden veel groenten, dadels en veevoedergewassen verbouwd. De visserij speelt ook een belangrijke rol. Langs de kust loopt een snelweg tussen de hoofdstad Muscat en de belangrijkste stad Sohar, een afstand van circa 230 kilometer. Vroeger was dit al een belangrijke handelsroute en diverse forten zijn hierlangs gebouwd. Bekende forten zijn die van Nakhal, Rustaq en Al-Hazm.